# Chestfield
Chestfield is een civil parish in het bestuurlijke gebied City of Canterbury, in het Engelse graafschap Kent met 3214 inwoners.